# Diora Baird
Diora Baird, född 6 april 1983 i Miami, är en amerikansk skådespelare och tidigare fotomodell.

## Modellkarriär
Baird har bland annat modellerat för Guess och Maxim. Hon var på omslaget till Playboy i augusti 2005.

## Skådespelarkarriär
Baird har mest nämnvärt medverkat i Wedding Crashers (2005), The Texas Chainsaw Massacre: The Beginning (2006), Accepted (2006), My Best Friend's Girl (2008) och Star Trek (2009). Hon medverkade i fyra avsnitt av tv-serien Shameless.

## Privatliv
Baird var gift med skådespelaren Jonathan Togo mellan 2013 och 2016. Hon kom ut som homosexuell 2017.